# Юрген Шпарвасер
Юрген Шпарвасер (на немски: Jürgen Sparwasser) е бивш популярен немски футболист и един от малкото играчи, изявили се в ГДР, за времето на нейната 40-годишна независима футболна история.
През 1972 г. участва в отбора на ГДР, спечелил бронзов медал на Олимпийските игри в Мюнхен.
Най-голямото му постижение е на финалите на Световното първенство през 1974. Шпарвасер, който е отличен атакуващ полузащитник, отбелязва исторически гол, с който ГДР побеждава много по-успешния отбор на домакините от ФРГ в първата и единствена среща между двете германски държави на зеления терен. След това ГЕСП безуспешно се опитва да го използва в своите пропаганди и да го направи част от потисническия комунистически режим.
По време на своята футболна кариера Шпарвасер отбелязва над 15 гола в 77 международни срещи и печели КНК след като 1. ФК Магдебург побеждава Милан с 2:0 в Ротердам през 1974. По-късно той бяга от ГДР, възползвайки се от своето участие в турнир за ветерани във ФРГ.
Той работи и като помощник-треньор в Айнтрахт Франкфурт – (1988 – 1989) и главен мениджър на Дармщат 98 (1990 – 1991).